# Yoshida Seiichi
Yoshida Seiichi (japanisch 吉田 精一; geboren 12. November 1908 in Tōkyō; gestorben 9. Juni 1984) war ein japanischer Experte der modernen japanischen Literatur.

## Leben und Werk
Yoshida Seiichi machte 1932 seinen Abschluss an der Universität Tōkyō. Nach einer Zeit als Lehrer an einem College wurde er 1940 Professor an der Takushoku-Universität. 1948 gründete er, zusammen mit dem Literaturexperten Homma Hisao (本間 久雄; 1886–1981) und anderen, die „Gesellschaft für japanische Literatur der Gegenwart“ (日本近代文学会), deren erster Präsident er wurde.
1956 wurde Yoshida mit dem „Förderpreis des Kultusministers“ (芸術選奨文部大臣賞, Geijutsu senshō Mombudaijin-shō) ausgezeichnet. 1959 erhielt er den Preis der Akademie der Künste für sein zweibändiges Werk „Shizenshugi no kenkyū“ (自然主義の研究), etwa „Untersuchungen zum Natur-Prinzip“, in dem er sich mit der naturalistischen Literatur zu Beginn des 20. Jahrhunderts auseinandersetzte. 1967 wurde er Professor an der Fakultät für Geisteswissenschaften der Universität Tōkyō. 1969 wurde er planmäßig in den Ruhestand versetzt und übernahm eine Professur an der Universität Saitama. 1974 wechselte er zur „Otsuma Women's University“ (大妻女子大学), die ihn 1984 als „Meiyō Kyōju“ auszeichnete. Bereits 1983 war er Mitglied der Japanischen Akademie der Wissenschaften geworden.
Zu den weiteren Werken gehören „Akutagawa Ryūnosuke“ (1942), eine kritische Biografie über den Schriftsteller Akutagawa, eine zehnbändige kommentierte Natsume-Sōseki-Ausgabe und „Kindai bungaku hyōron-shi: Meiji-hen“ (近代文学評論史 – 明治編), etwa „Geschichte der Literaturkritik – Meiji-Zeit“. Seine gesammelten Werke (25 Bände) wurden von 1979 bis 1981 als „Yoshida Seiichi chosakushū “ (吉田精一著作集) veröffentlicht.